# Svart dykare
Svart dykare (Cephalophus niger) är en skogslevande dykarantilop som man hittar i Liberia, Sierra Leone, Ghana och Nigeria.  De lever för det mesta i låglandets regnskogar där de lever på frukt och blad som har ramlat ner ifrån trädtopparna. Den är ett dagdjur som lever ensamt och har ett litet revir.
Den har en mankhöjd av 44 till 50 centimeter och kan väga mellan 17 och 26 kilogram. Den svarta dykaren har som namnet antyder en svart päls. Deras huvud är rödbrunfärgat och de har ett långt rött område mellan öronen. De har tunna horn som kan bli mellan 7 och 9 centimeter långa (hannar) respektive 2 till 3 centimeter långa (honor). Hornen är vid spetsen lite bakåt böjda. Kroppen (huvud och bål) blir 80 till 100 cm lång och därtill kommer en 9 till 14 cm lång svans.
Arten är i ursprungliga landskap dagaktiv men i områden där många människor lever kan den vara nattaktiv. Svart dykare äter olika växtdelar som blad, frukter, rötter, svampar och unga växtskott som kompletteras med några smådjur. I områden med jordbruksmark ingår ofta odlade grönsaker i födan. Antagligen har varje exemplar ett cirka 0,1 hektar stort revir. Svart dykare jagas huvudsakligen av medelstora till stora rovdjur samt av större rovlevande fåglar som örnar och ugglor. Den kan även falla offer för afrikansk klippyton.
Honor kan bli brunstiga under alla årstider. Efter parningen är honan cirka 210 dagar dräktig och sedan föds en enda unge. Nyfödda ungar är ganska bra utvecklade men de håller i sig i början gömda i den täta växtligheten. Könsmognaden infaller för honor efter 9 till 12 månader och för hannar efter 12 till 18 månader.
Man uppskattar att det finns ungefär 100 000 svarta dykare i världen, men det är en sjunkande siffra på grund av jakt och skogsavverkning.